# Brough (Bressay)

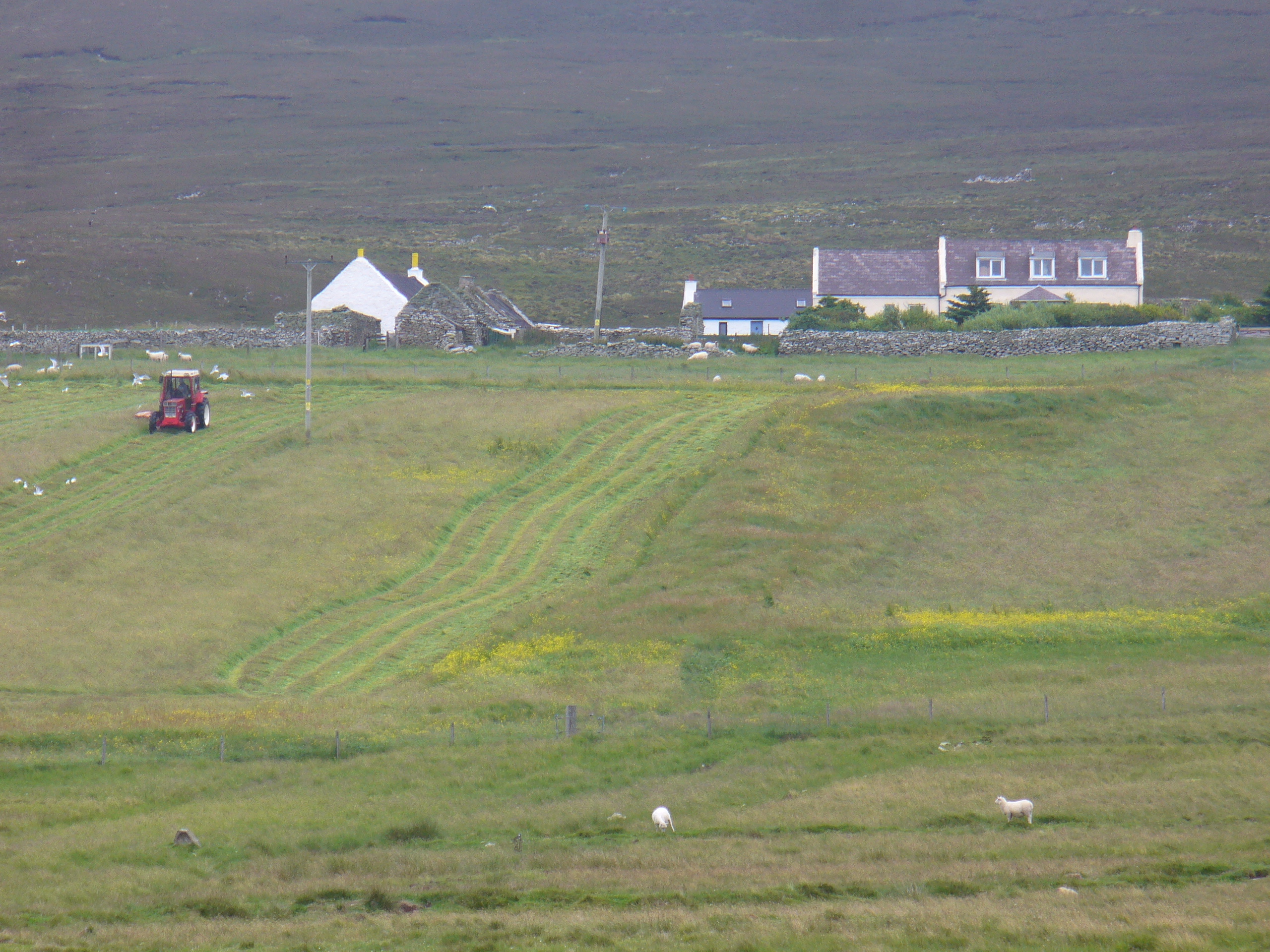
Häuser in Brough

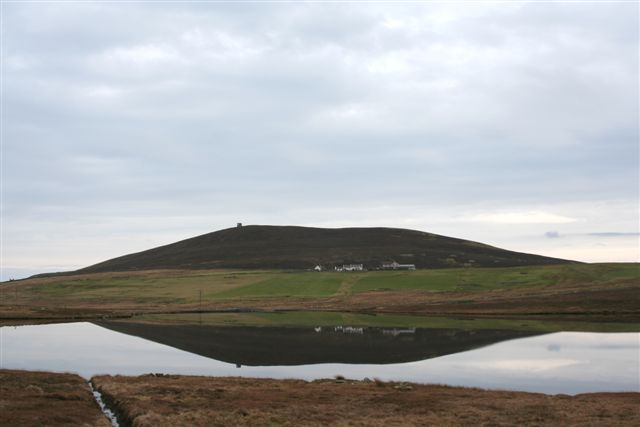
Loch of Setter und Ander Hill

Brough ist eine Ortschaft, die im Südosten der zu Schottland zählenden Shetlands liegt.

## Geographie
Das kleine Brough liegt im Osten der Insel Bressay. Überragt wird der Ort im Nordosten vom 144 Meter hohen Ander Hill. Nach Mail sind es 2,5 Kilometer in westlicher Richtung. Die nächstgelegene Ortschaft war Cullingsburgh im Norden.
Im Südwesten des Ortes liegt der See Loch of Brough. Er wird durch einen Bach entwässert, der in nördlicher Richtung durch den Loch of Setter fließt und schließlich in die Voe of Cullingsburgh mündet.

## Historisches
Im Rahmen der historischen Gliederung Schottlands in Civil Parishes zählt Brough zu Bressay.